# Persönlichkeit
Der Begriff Persönlichkeit (abgeleitet von Person) hat die Individualität jedes einzelnen Menschen oder Tiers zum Gegenstand und bezeichnet meist einen lebenserfahrenen, reifen Menschen mit ausgeprägten Charaktereigenschaften. Dabei geht es um die Frage, hinsichtlich welcher psychischen Eigenschaften sich Menschen als Individuen oder in Gruppen voneinander unterscheiden. „Temperament“ und „Charakter“ sind ältere Fachbezeichnungen und nicht als Synonym zu verwenden, da sie zum Teil eine andere Bedeutung haben. Es werden zahlreiche Persönlichkeitseigenschaften unterschieden.
Die normale menschliche Variation von Persönlichkeitsmerkmalen steht dabei ebenso im Interesse der Forschung wie die Identifikation von Persönlichkeitsstörungen. Kernfragen sind beispielsweise die Stabilität oder Veränderung von Persönlichkeitsmerkmalen, ihre dispositionelle Funktion (Bedeutung für zukünftiges Verhalten) oder die Art ihrer Repräsentation und Manifestation (Konstrukte oder Rekonstrukte).
In der Philosophie werden eher die Begriffe Personalität und Person verwendet (vgl. Philosophische Anthropologie).

## Persönlichkeit in der Philosophie
Vor Beginn der Neuzeit steht der Begriff der Persönlichkeit vor allem im Kontext zur Theologie und bezieht sich auf die Trinität der drei göttlichen Persönlichkeiten. Der Begriff löst sich erst mit John Locke von der Theologie: „Persönlichkeit kommt nur intelligenten Akteuren zu, die zu einem Gesetz fähig sind, sowie zu Glück und Leiden. Diese Persönlichkeit erstreckt sich über ihre gegenwärtige Existenz hinaus in die Vergangenheit, allein durch das Bewusstsein, wodurch sie ihre eigenen, früheren Handlungen betreffen, und sie für diese verantwortlich ist, und diese zu ihr gehören und ihr zugeschrieben werden.“ — (orig.: „[Person] belongs only to intelligent agents, capable of a law, and happiness and misery. This personality extends itself beyond present existence to what is past, only by consciousness, whereby it becomes concerned and accountable, owns and imputes to itself past actions.“)
Immanuel Kant unterscheidet dann explizit zwischen Person und Persönlichkeit, letztere ist „die Freiheit und Unabhängigkeit von dem Mechanism der ganzen Natur, doch zugleich als ein Vermögen eines Wesens betrachtet, welches eigenthümlichen, nämlich von seiner eigenen Vernunft gegebenen, reinen praktischen Gesetzen, die Person also, als zur Sinnenwelt gehörig, ihrer eigenen P. unterworfen ist, sofern sie zugleich zur intelligibelen Welt gehört.“ Erst in der Persönlichkeit erscheint der Mensch für Kant selbst in seiner Würde. Ihre Autonomie gibt die Möglichkeit zur freien sittlichen Selbstbestimmung.
Die Bildung der Persönlichkeit steht im Zentrum der Bildungstheorien von Friedrich Schiller und Wilhelm von Humboldt.
Der Begriff der Person fand zunehmendes Interesse in der Diskussion über Menschenwürde und Menschenrechte, über die Selbstbestimmung im Hinblick auf lebensverlängernde Maßnahmen und in der Auseinandersetzung über Willensfreiheit. Die in den Neurowissenschaften sichtbare Tendenz zur Naturalisierung der Person steht im Gegensatz zur Überzeugung, dass eine eigengesetzliche geistig-seelische Personalität existiert.
In Faust. Eine Tragödie heißt es:
Du bist am Ende – was du bist.

Setz dir Perücken auf von Millionen Locken,

Setz deinen Fuß auf ellenhohe Socken,

Du bleibst doch immer, was du bist.
Johann Wolfgang von Goethe

## Persönlichkeit in der Psychologie

### Definitionen
Persönlichkeit ist einer der wichtigsten Begriffe der Psychologie. Viele Fragen und empirische Forschungsansätze sind durch die Absicht bestimmt, allgemein zu erklären und im Einzelfall zu verstehen, wie sich eine Persönlichkeit mit ihren Eigenschaften unter bestimmten Anlage- und Umweltbedingungen entwickelt, wie sie sich verändert, wie sie in der psychologischen Praxis zutreffend beschrieben, in einzelnen Verhaltensweisen vorhergesagt und eventuell beeinflusst werden kann. Wegen dieser umfassenden Bedeutung kann es nicht verwundern, dass es keine überzeugende Definition des Begriffs gibt.
Die Lehrbücher der Psychologie schildern zahlreiche Auffassungen, und oft wird Gordon Allport (1961) zitiert, der 49 andere Definitionen vorstellte und seine eigene dann als fünfzigste anschloss: „Persönlichkeit ist die dynamische Ordnung derjenigen psychophysischen Systeme im Individuum, die seine einzigartigen Anpassungen an seine Umwelt bestimmen.“ (Allport, 1959, S. 49).
Inzwischen wurden viele weitere Definitionen vorgeschlagen, in denen sich die unterschiedlichen Auffassungen und Absichten sowie die Menschenbilder der Autoren widerspiegeln.
Welche Funktionen wesentlich und welche Kräfte in dem dynamischen System Persönlichkeit entscheidend sind, wird in den einzelnen Persönlichkeitstheorien sehr unterschiedlich gesehen. Mit der Absicht, das Besondere einer Persönlichkeit in einem Eigenschaftsprofil zu beschreiben und auf die innere Organisation zurückzuführen, unterscheidet sich die Persönlichkeitspsychologie von der hauptsächlich auf die Vielfalt der Einzelmerkmale ausgerichteten und systematisch beschreibenden Differentiellen Psychologie. Beide Sichtweisen ergänzen sich wechselseitig. Die Differenzielle Psychologie liefert die beschreibende (deskriptive) Grundlage aller Persönlichkeitstheorien und für alle Aufgabenstellungen der Angewandten Psychologie, die sich ja in der Regel auf wichtige Unterschiede zwischen den Menschen bezieht.
Wichtige Themen der Persönlichkeitsforschung sind die Persönlichkeitsentwicklung, die Wechselwirkung zwischen Person und Umwelt (Personismus), die Grundlagen in der Biopsychologie, die Geschlechtsunterschiede (Gender Studies), die Persönlichkeit im Kulturvergleich (Kulturpsychologie).

### Geschichte
Die Fragestellungen der Persönlichkeitspsychologie haben eine sehr lange Vorgeschichte in der Temperamentenlehre, der Erfahrungsseelenkunde und Menschenkenntnis, und in der Charakterkunde (Charakterologie). In Deutschland waren lange die Begriffe Charakter und Charakterkunde üblich (siehe: Ludwig Klages, Philipp Lersch, Robert Heiß sowie der biografische Ansatz von Hans Thomae). William Stern prägte den Begriff Personologie im Unterschied zur Differentiellen Psychologie. Zu den Pionieren der Persönlichkeitsforschung in den angloamerikanischen Ländern gehören Henry A. Murray (1893–1988), Gordon Allport (1897–1967), Joy Paul Guilford (1897–1987), Raymond B. Cattell (1905–1998); Hans Eysenck (1916–1997), Walter Mischel (1930–2018). Deren Forschungsprogramme übten einen starken Einfluss auf die neuere deutsche Persönlichkeitspsychologie aus. Eine eigenständige Forschungsrichtung ist hier nur in der von Hans Thomae und Mitarbeitern entwickelten biographischen Persönlichkeitsforschung zu sehen.
Historiker der Psychologie und Fachpsychologen haben verschiedentlich versucht, die relative Bedeutung und den Einfluss einzelner Persönlichkeitstheoretiker zu vergleichen. Ein hoher Rang wurde auch Autoren, die nicht im engeren Sinn Persönlichkeitsforscher waren, eingeräumt, u. a. Sigmund Freud, Carl Rogers und Burrhus Frederic Skinner (Amelang 2004; Fisseni 1998).

### Persönlichkeitseigenschaften
Die Persönlichkeitseigenschaften sind theoretische Konzepte, die aus den empirischen Daten der Differentiellen Psychologie abgeleitet werden. Eigenschaften gelten nicht mehr – wie früher oft angenommen – als starre Charakterzüge, sondern als relativ überdauernde Verhaltenstendenzen (Dispositionen), die sich über verschiedene Situationen und einen längeren Zeitraum hinweg manifestieren.

### Entwicklung der Persönlichkeit
Wie Persönlichkeitsmerkmale in der frühen Kindheit und Jugend entstehen und wie sie sich auch im mittleren und höheren Lebensalter, d. h. über die ganze Lebensspanne, verändern können (plastisch sind), ist ein wichtiges Thema der Entwicklungspsychologie. Wichtige Beiträge kommen einerseits aus der Humangenetik und Entwicklungsbiologie des Menschen sowie der Ethnologie und Kulturanthropologie, andererseits aus den verschiedenen Arbeitsrichtungen der Psychologie. Zu nennen sind vor allem (vgl. Oerter und Montada 2008):
- psychodynamische Ansätze von Sigmund Freud, Alfred Adler und C. G. Jung u. a.
- Stufenmodelle der psychosozialen Entwicklung und Identitätsfindung (Erik H. Erikson, James E. Marcia u. a.)
- Strukturierung durch Entwicklungsaufgaben und kritische Lebensereignisse (Robert J. Havighurst, Sigrun-Heide Filipp),
- biografische Persönlichkeitsforschung (Henry A. Murray, Hans Thomae u. a.)
- sozial-kognitive und handlungstheoretische Konzepte,
- Bindungstheorien (John Bowlby, Mary Ainsworth),
- Perspektive der lebenslangen Entwicklung (Paul Baltes),
- wichtige Längsschnittstudien im sozialwissenschaftlichen und im medizinischen Bereich, z. B. über Krankheitsdispositionen, Risiken, Umwelteinflüsse;
- Stufenmodell zugrundeliegender Bedeutungsstrukturen der Persönlichkeit für die Ich-Entwicklung (Jane Loevinger).

Viele der bisherigen Forschungsergebnisse stammen noch nicht aus gründlichen Längsschnittstudien an denselben Individuen über viele Jahre und Jahrzehnte, sondern wurden gewonnen, indem Personen aus verschiedenen Altersgruppen gleichzeitig (in einer sogenannten Querschnittstudie) untersucht werden. Große Längsschnittanalysen ein und derselben Kohorte haben dagegen das Problem, dass sich die Lebensbedingungen während der langen Beobachtungszeit tiefgreifend ändern könnten.
Gegenwärtig existiert noch keine Theorie der Persönlichkeitsentwicklung, welche die vielfältigen Einflüsse zusammenfassen kann: das Zusammenwirken der genetischen (angeborenen) oder früh erworbenen Unterschiede der Konstitution mit den vielfältigen Einflüssen von Umweltbedingungen, Erziehungseinflüssen, Identitätsfindung und Selbstverwirklichung, als Prozess von Individuation und Sozialisation.

### Persönlichkeitstheorien
Die Lehr- und Handbücher der Persönlichkeitspsychologie stellen Dutzende von Persönlichkeitstheorien dar und teilen diese nach verschiedenen Gesichtspunkten ein. So können nach Asendorpf (2007) sieben Paradigmen, d. h. Forschungsansätze mit typischen Grundbegriffen, Fragestellungen und Methoden, unterschieden werden:
- das psychoanalytische Paradigma,
- das behavioristische Paradigma,
- das Eigenschaftsparadigma,
- das Informationsverarbeitungsparadigma,
- das neurowissenschaftliche Paradigma,
- das dynamisch-interaktionistische Paradigma,
- das evolutionspsychologische Paradigma.

Demgegenüber gliedert Fisseni (1998) in seiner auch historisch breiteren Übersicht nach
- psychodynamischen Persönlichkeitstheorien,
- konstitutionstypologischen Persönlichkeitstheorien,
- philosophisch-phänomenologischen Ansätzen,
- Schichttheorien,
- humanistischer Psychologie,
- kognitiven Persönlichkeitstheorien,
- faktorenanalytischen Persönlichkeitstheorien,
- interaktionalen Theorien.

Insgesamt behandelt er 29 Theorien und erwähnt noch Dutzende andere.
Diese Vielfalt von Theorien kann irritieren, denn sie zeigt, wie vorläufig diese Entwürfe sind, aber auch wie schwierig eine umfassende Persönlichkeitstheorie ist. Als wichtige Gründe dieses Pluralismus (Philosophie) sind zu nennen: Unterschiede des Menschenbildes, die Wissenschaftskonzeption der Psychologie und die Absichten und der Geltungsbereich der Theorie.

### Personenwahrnehmung und Alltagspsychologie
Die wissenschaftliche Persönlichkeitsforschung hat eine Entsprechung in der populären Psychologie. Auch in dieser Alltagspsychologie (engl. folk psychology) werden Eigenschaftsbegriffe gebildet und psychologische Erklärungsversuche der individuellen Verschiedenheiten versucht. Im Unterschied zu den wissenschaftlichen Theorien wird von subjektiven Theorien oder impliziter Persönlichkeitstheorie gesprochen.
Ein psychologisch wichtiger Bereich ist die Person-Wahrnehmung: Wie werden andere Menschen wahrgenommen, d. h. im Unterschied zur Dingwahrnehmung als Personen, die ja ebenfalls Wahrnehmende sind und sich deshalb dieses Beobachtet-Werdens in der Wechselbeziehung bewusst sind? (Kommunikationsforschung) Wie entsteht der Eindruck von einer anderen Person aufgrund des Aussehens, der Kleidung, der Sprache, als „erster Eindruck“ vom Verhalten und den typischen Eigenschaften dieser Persönlichkeit? Welchen Anteil haben Gefühle der Sympathie und der Antipathie oder die körperliche Attraktivität? Wie wirken sich populäre Vorurteile, stereotype Vorstellungen vom „normalen“ Menschen sowie soziale Bedingungen (eng. social perception) auf diese Bewertungen aus? – Welche Zusammenhänge bestehen zwischen der Fremdwahrnehmung und dem Selbstbild eines Menschen? Diese Fragen regten in der Persönlichkeitspsychologie und Sozialpsychologie sowie in der Interaktions- und Kommunikationsforschung viele empirische Untersuchungen an (Argyle 1983; Asendorpf 2007; Forgas, 1992; Mummendey 1995; Hassebrauck und Niketta 1993; Henss 1998).
An die Personwahrnehmung schließen sich alltagspsychologische Erklärungsversuche an, wie Persönlichkeitseigenschaften und die Unterschiede zwischen den Menschen zustande kommen (Laucken 1973; Herkner 1996). Spekulativ werden dem fremden und dem eigenen Verhalten bestimmte Ursachen (Motive) zugeschrieben (siehe: psychologische Attributionstheorie). Die subjektiven Theorien als sogenannte Menschenkenntnis haben im Alltag die wichtigen Funktionen, das Verhalten der Menschen verständlich, voraussagbar und auch kontrollierbar zu machen. Die subjektiven Theorien der Alltagspsychologie sind von den fachpsychologischen Theorien abzugrenzen, wenn auf genaue Begriffe, kritisches Methodenbewusstsein und unerlässliche empirische Überprüfungen geachtet wird. Subjektive Theorien dienen der Orientierung des Einzelnen in der persönlichen Lebenswelt, Persönlichkeitstheorien hingegen verlangen systematisches, gesichertes Wissen.
Die populären Persönlichkeitskonzepte sind auch deswegen interessant, weil sie in die wissenschaftliche Psychologie hineinwirken und umgekehrt auch Forschungsergebnisse durch vermittelnde Medien zum psychologischen Alltagswissen werden können. Psychologen werden in ihren Interviews und Fragebogen sowie in ihrer gesamten Berufspraxis häufig auf solche Vorstellungen stoßen. Alltagspsychologische Konzepte von Persönlichkeit und Persönlichkeitseigenschaften können in vieler Hinsicht Einfluss nehmen, beispielsweise in der Schule, im betrieblichen Personalwesen, in Kliniken oder Alters- und Pflegeheimen.

### Persönlichkeitsdiagnostik, Assessment
Die Persönlichkeitsdiagnostik soll die für eine psychologische Fragestellung interessierenden Persönlichkeitsmerkmale erfassen (siehe: Psychologische Diagnostik). Dazu gehören Begutachtungen und Prognosen in Schulpsychologie, Personalwesen, klinischer Psychologie. Gelegentlich wird die Diagnostik von individuellen Fähigkeiten einschließlich der Intelligenz von der Persönlichkeitsdiagnostik im engeren Sinn unterschieden. Da mit dem Begriff Diagnostik häufig eine medizinische Aufgabenstellung gemeint ist, wird heute oft der englische Begriff Assessment (Erfassung, Beurteilung) gebraucht. Assessment bedeutet gezielte Erfassung von psychologischen Unterschieden für einen bestimmten praktischen Zweck, insbesondere die Vorhersagen von Kriterien aufgrund bestimmter Prädiktoren (Prognose). Zum Verständnis der Strategien und der einzelnen Tests, Fragebogen usw. ist es notwendig, mit den Prinzipien der Differenziellen Psychologie und der Persönlichkeitstheorien vertraut zu sein.

### Doppelte Persönlichkeit
Der Begriff einer doppelten Persönlichkeit, eines Doppel-Ichs oder der Verdopplung der Persönlichkeit ist gleichbedeutend mit Verdopplung des Charakters oder auch mit Doppeltem Bewusstsein. Solche Beschreibungen sind nicht nur in der psychiatrisch-psychologischen Fachliteratur häufig, sondern auch in der allgemeinen Literatur beliebt. Hierunter werden mehrfach hintereinander auftretende Zustände verstanden, in denen der Mensch ein jeweils sicheres Identitätsgefühl mit dem eigenen Ich besitzt, jedoch von der jeweils anderen Existenzform keine Kenntnis besitzt. Carl Gustav Jung (1875–1961) betont, dass sich der soziale Charakter einerseits nach den sozialen Bedingungen und Notwendigkeiten orientiert, andererseits nach den sozialen Absichten und Bestrebungen des Subjekts. Die Begriffe doppeltes und alternierendes Bewusstsein werden nicht streng voneinander geschieden. Bereits Heinrich Schüle (1840–1916) bemerkte, dass es sich um eine Ausdrucksform der Hysterie handelte (1880). Bis vor einigen Jahren fand sich der Begriff doppelte Persönlichkeit in der Psychiatrie in der Multiplen Persönlichkeitsstörung wieder. In der Psychologie wird auch von der Ich-Spaltung gesprochen, welche eine vorherrschende doppelte Persönlichkeit mit Hinblick auf frühkindliche Erfahrungen betrachtet. Die Annahme mehrerer selbstständiger Persönlichkeiten in einem Bewusstsein wurde jedoch verworfen: Heutzutage wird davon ausgegangen, dass die Persönlichkeit durch schwere Traumatisierungen in verschiedene Persönlichkeitsanteile aufgespalten ist, die durch schwere Dissoziation unzugänglich sind. Um dem Rechnung zu tragen, wurde die Störung in Dissoziative Identitätsstörung umbenannt.

### Philosophie
- Arthur Schopenhauer: Kapitel II. Von Dem, was Einer ist, in: Parerga und Paralipomena#Aphorismen zur Lebensweisheit (1851).
- Tilman Borsche: Stichwort. Individuum, Individualität. In: Joachim Ritter Karlfried Gründer u. a. (Hrsg.): Historisches Wörterbuch der Philosophie. Buchgesellschaft, Darmstadt 1976, S. 310–323.
- Gerd Jüttemann: Psychologie als Humanwissenschaft. Vandenhoeck und Ruprecht, Göttingen 2004, ISBN 978-3-525-46215-7.
- Regine Kather: Person. Die Begründung menschlicher Identität. Wissenschaftliche Buchgesellschaft, Darmstadt 2007, ISBN 3-534-17464-X.
- Bernard N. Schumacher und Francois-Xavier Putallaz (Hrsg.): Der Mensch und die Person. Wissenschaftliche Buchgesellschaft, Darmstadt 2008.

### Psychologie
- Gordon W. Allport: Persönlichkeit. Struktur, Entwicklung und Erfassung der menschlichen Eigenart. (2. Aufl.). Beltz, Meisenheim a. Gl. 1959.
- Manfred Amelang: 100 Jahre Psychologie: Differenzielle Psychologie, Persönlichkeitspsychologie und Psychologische Diagnostik. Zeitschrift für Differenzielle und Diagnostische Psychologie, 2004, Volume 25, 265–276.
- Manfred Amelang und Lothar Schmidt-Atzert: Psychologische Diagnostik und Intervention. 5. überarbeitete Auflage. Springer, Berlin 2012, ISBN 978-3-540-28507-6.
- Michael Argyle: The psychology of interpersonal behavior. Penguin, Harmondsworth 1983.
- Jens B. Asendorpf: Psychologie der Persönlichkeit. 4. Auflage. Springer, Berlin 2007, ISBN 978-3-540-71684-6.
- Klaus Boerner: Das psychologische Gutachten. Ein praktischer Leitfaden (7. Aufl.). Beltz, Weinheim 2004, ISBN 3-407-22163-0.
- David M. Buss (Ed.): The handbook of evolutionary psychology. Wiley, Hoboken, NJ. 2005.
- Charles S. Carver und Michael F. Scheier: Perspectives on personality (5th ed.). Allyn and Bacon, Boston 2004, ISBN 0-205-37576-6.
- Ekkehard Crisand, Horst-Joachim Rahn: Psychologie der Persönlichkeit (9. Aufl.). Hamburg 2010, ISBN 978-3-937444-64-2.
- Hermann-Josef Fisseni: Persönlichkeitspsychologie: auf der Suche nach einer Wissenschaft; ein Theorienüberblick (4. Aufl.). Hogrefe, Göttingen 1998, ISBN 3-8017-0981-7.
- Hermann-Josef Fisseni: Lehrbuch der psychologischen Diagnostik: mit Hinweisen zur Intervention.(3. Aufl.). Hogrefe, Göttingen 2004, ISBN 3-8017-1756-9.
- Joseph P. Forgas: Soziale Kommunikation und Interaktion. Eine Einführung in die Sozialpsychologie (4. Aufl.). Weinheim: Psychologie Verlags Union, Weinheim 1999, ISBN 3-621-27145-7.
- Manfred Hassebrauck, Reiner Niketta (Hrsg.).Physische Attraktivität. Hogrefe, Göttingen 1993, ISBN 3-8017-0600-1.
- Roland Henss: Gesicht und Persönlichkeitseindruck. Hogrefe, Göttingen 1998, ISBN 978-3-8017-1146-7.
- Werner Herkner: Lehrbuch Sozialpsychologie (5. Aufl.). Huber, Bern 1996, ISBN 3-456-81989-7.
- Oliver P. John, Richard W. Robins und Lawrence A. Pervin: Handbook of personality: Theory and Research (3rd. ed.). Guilford Press, New York 2008.
- Uwe Peter Kanning: Die Psychologie der Personenbeurteilung. Hogrefe, Göttingen 1999, ISBN 3-8017-1312-1.
- Julius Kuhl: Motivation und Persönlichkeit. Interaktionen psychischer Systeme. Hogrefe, Göttingen 2001, ISBN 3-8017-1307-5.
- Uwe Laucken (1973) Naive Verhaltenstheorie. Ein Ansatz zur Analyse des Konzeptrepertoires, mit dem im alltäglichen Lebensvollzug das Verhalten der Mitmenschen erklärt und vorhergesagt wird. Klett, Stuttgart 1974, ISBN 3-12-925260-6.
- Dan P. McAdams (Ed.): Identity and story: creating self in narrative. APA, Washington, D.C. 2006, ISBN 1-59147-356-X.
- Hans Dieter Mummendey: Psychologie der Selbstdarstellung. (2. Aufl.). Hogrefe, Göttingen 1995, ISBN 3-8017-0709-1.
- Rolf Oerter und Leo Montada: Entwicklungspsychologie (6. Aufl.). PVU, Weinheim 2008, ISBN 978-3-621-27607-8.
- Kurt Pawlik und Manfred Amelang (Hrsg.): Differentielle Psychologie und Persönlichkeitsforschung. Enzyklopädie der Psychologie. Themenbereich C, Serie 8 (4 Bände). Hogrefe, Göttingen 1995–2000, ISBN 3-8017-0533-1
- Lawrence A. Pervin, Daniel Cervone und Oliver P. John: Persönlichkeitstheorien. Reinhardt, München 2005, ISBN 3-8252-8035-7.
- Gerhard Stemmler, Dirk Hagemann, Manfred Amelang, Dieter Bartussek: Differentielle Psychologie und Persönlichkeitsforschung (7. Aufl.). Kohlhammer, Stuttgart 2010, ISBN 978-3-17-021008-0.
- Hans Thomae: Das Individuum und seine Welt: eine Persönlichkeitstheorie. Hogrefe, Göttingen 1968.
- Hannelore Weber und Thomas Rammsayer (Hrsg.): Handbuch der Persönlichkeitspsychologie und Differentiellen Psychologie. Hogrefe, Göttingen 2005, ISBN 3-8017-1855-7.